# Resolução 311 do Conselho de Segurança das Nações Unidas
A Resolução 311 do Conselho de Segurança das Nações Unidas, adotada em 4 de fevereiro de 1972, após reafirmar resoluções anteriores sobre o tema e observar o contínuo aumento militar da África do Sul, o Conselho condenou a política de apartheid e reconheceu a legitimidade da luta dos oprimidos pessoas da África do Sul.
O Conselho então exortou com urgência o governo da África do Sul a libertar todas as pessoas presas em consequência do apartheid e a todos os Estados que observem estritamente o embargo de armas. O Conselho terminou instando governos e indivíduos a contribuírem generosa e regularmente com fundos da ONU para fins humanitários e de treinamento para o povo da África do Sul e decidiu examinar métodos para resolver a situação atual.
A resolução foi adotada por 14 votos a zero; A França se absteve de votar.